# Wapiti (États-Unis)
Pour les articles homonymes, voir Wapiti (homonymie).
Wapiti est une zone non-incorporée (Secteur non constitué en municipalité) des États-Unis située dans le comté de Park dans le Wyoming. Bien que cette localité ne soit pas constituée en personne morale, elle bénéficie d'un bureau de poste, et d'un code postal (82450).
L'école publique y est assurée par le système scolaire du « Park County School District Number 6 »
Son nom provient du nom donné par les amérindiens Cri aux élans.

## Géographie
Ce territoire est situé le long du North Fork de la rivière Shoshone dans la Forêt nationale de Shoshone, entre Cody et l'entrée orientale du parc national de Yellowstone. 

## Histoire

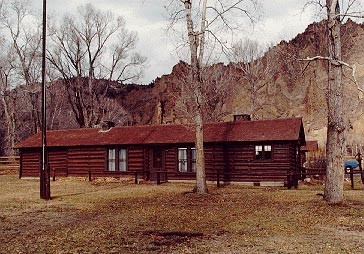
Wapiti Ranger Station, construite en 1903, la première des stations construites avec des crédits fédéraux pour des Rangers américains, presque entièrement en rondins de bois local,

Wapiti est le lieu où est située la station Wapiti Ranger, un repère historique et architectural national pour les États-Unis.